# Kandelmarsch

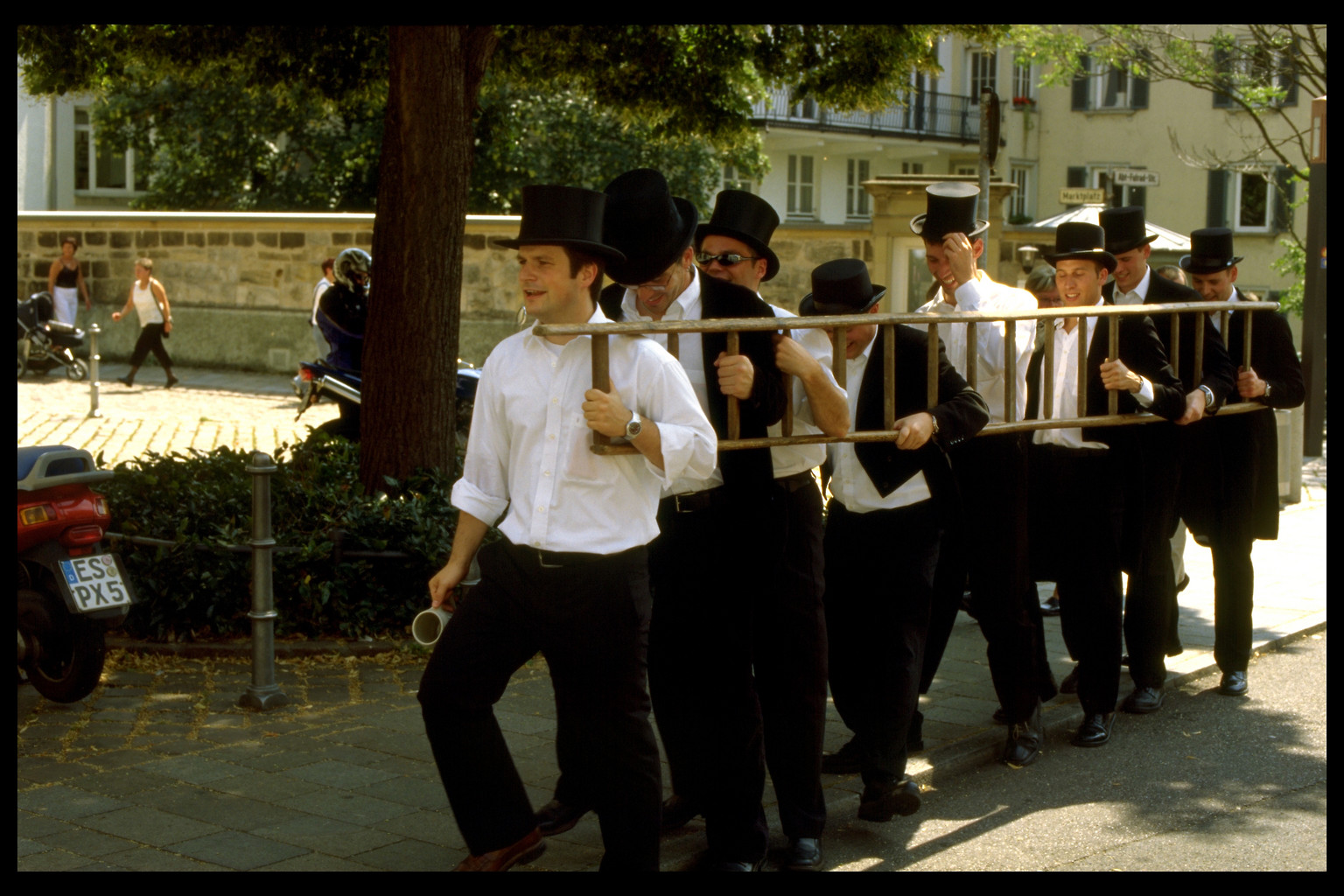
Kandelmarsch 2004

Der Kandelmarsch ist eine hundertjährige Tradition an der Hochschule Esslingen, die hauptsächlich von den Studentenverbindungen Esslingens organisiert wird. Als „Kandel“ bezeichnet man im Schwäbischen den Bereich zwischen Bordstein und Straße, den Rinnstein.
Zum Abschluss des Sommersemesters sind alle Absolventen des laufenden und des vorherigen Semesters eingeladen an einem Marsch durch die Esslinger Altstadt teilzunehmen. Traditionell erscheinen die Teilnehmer in Frack und Zylinder sowie mit einer Sprossenleiter aus Holz pro Gruppe.
Die Professoren nehmen in einem Pferdewagen Platz, der den gesamten Zug anführt. Die Studenten folgen in Gruppen, wobei sie mit einem Fuß auf dem Gehweg und einem Fuß auf der Straße marschieren. Sie tragen je einen Bierkrug, der im Vorfeld ausgeteilt wird.
In bestimmten Kneipen Esslingens gibt es am Tag des Kandelmarsches für alle Teilnehmer Freibier.

## Geschichte
Nach einem Zeugen von 1922 entstand diese Tradition durch eine Gruppe von Studenten, die nach einem fröhlichen Abend in einer der vielen Kneipen Esslingens aus ungeklärtem Grund eine Leiter transportieren wollten. Dabei wurden sie erst von einem Ordnungshüter aufgefordert, sich auf den Gehweg zu begeben, und dann von einem anderen, die Straße zu benutzen. Widerrede wäre als Störung der Nachtruhe aufgefasst worden und daher setzten sie ihren Marsch mit einem Fuß auf dem Gehweg und einem auf der Straße fort.